# Fall Heads Roll
Fall Heads Roll è un album dei The Fall pubblicato nel 2005.

## Tracce
1. Ride Away (Poulou/Smith) – 5:01
2. Pacifying Joint (Smith) – 3:46
3. What About Us? (Smith/Poulou) – 5:51
4. Midnight in Aspen (Smith/Trafford) – 3:13
5. Assume (Smith) – 4:07
6. Aspen Reprise (Smith/Trafford) – 1:52
7. Blindness (Smith/Birtwistle) – 7:23 (7:11 on US 2 LP)
8. I Can Hear the Grass Grow (Wood) – 2:49
9. Bo Demmick (Smith/Trafford/Birtwistle/Pritchard) – 4:15
10. Youwanner (Smith/Archer/Pritchard) – 5:02
11. Clasp Hands (Smith/Trafford) – 2:45
12. Early Days of Channel Führer (Smith/Pritchard) – 3:48
13. Breaking the Rules (Walker) – 2:26
14. Trust in Me (Smith/Trafford) – 3:34